# Universidade de Frankfurt
A Universidade de Frankfurt, oficialmente denominada Universidade Johann Wolfgang Goethe de Frankfurt am Main (Johann Wolfgang Goethe-Universität Frankfurt am Main, em alemão) é uma das maiores instituições de ensino superior da Alemanha, com 37.353 alunos. 
Estabelecida em Frankfurt, Hessen, foi fundada em 1914. Passaram pela universidade um total de 19 pessoas que ganharam o prêmio Nobel e de 18 que obtiveram o prêmio Leibniz.
Em 1923, foi fundado o Instituto para Pesquisa Social (em alemão: Institut für Sozialforschung) ou Escola de Frankfurt, que reúne filósofos, sociólogos, psicanalistas, etc.
Em 1932, o nome da universidade foi ampliado, honrando o poeta e escritor Johann Wolfgang von Goethe, nascido na cidade.

## Professores famosos

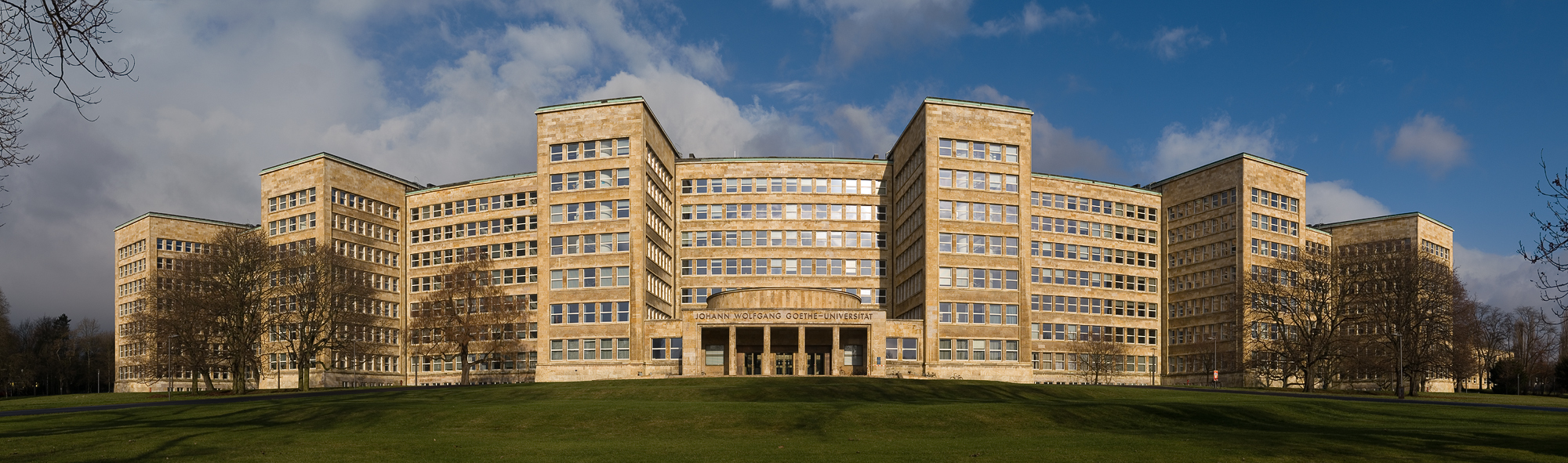
O IG Farben Building da Universidade de Frankfurt, conhecido como o Pentágono da Europa

- Theodor L. W. Adorno – Professor de Sociologia e Filosofia
- Mamadou Diawara (etnólogo) - Professor de Etnologia
- Jürgen Habermas – Professor de Filosofia
- Winfried Hassemer – Professor de Teoria do Direito, Sociologia do Direito e Direito Penal
- Hermann Heller – Professor de Direito
- Axel Honneth – Professor de Filosofia Social
- Max Horkheimer – Professor de Filosofia Social
- Karl Mannheim – Professor de Sociologia
- Franz Oppenheimer – Professor de Sociologia
- Michael Stolleis – Professor de História Europeia do Direito
- Bruno Streit – Professor de Ecologia e Evolução
- Melanie Tatur – Professora de Ciências Políticas